# Александр Повернов
Александр Повернов (нім. Alexander Powernow; 17 лютого 1978) — німецький боксер, призер чемпіонатів світу та Європи серед аматорів.

## Аматорська кар'єра
На чемпіонаті Європи 2004 Александр Повернов програв у першому бою Кубрату Пулеву (Болгарія) і не потрапив на Олімпійські ігри 2004.
На чемпіонаті світу 2005 завоював бронзову медаль.
- В 1/16 фіналу переміг Ведрана Діпало (Хорватія) — RSCO
- В 1/8 фіналу переміг Беку Лобжанідзе (Грузія) — 32-12
- У чвертьфіналі переміг Луїса Ортіс (Куба) — RSCO
- У півфіналі програв Олександру Алексєєву (Росія) — 33-36

На чемпіонаті Європи 2006 завоював бронзову медаль.
- В 1/8 фіналу переміг Тархана Їлдирим (Туреччина) — RSCO 2
- У чвертьфіналі переміг Клементе Руссо (Італія) — 30-21
- У півфіналі програв Роману Романчуку (Росія) — RSCO 3

На чемпіонаті світу 2007 переміг двох суперників, а у 1/8 фіналу програв Клементе Руссо і не потрапив на Олімпійські ігри 2008.